# Valerij Il'ič Chodemčuk
Valerij Il'ič Chodemčuk (in russo Валерий Ильич Ходемчук?; trasl. angl.: Valery Ilyich Khodemchuk; in ucraino Валерій Ілліч Ходемчук?, Valerij Illič Chodemčuk; Kropyvnja, 24 marzo 1951 – Pryp"jat', 26 aprile 1986) è stato un ingegnere sovietico di origini ucraine. 
Lavorava come operatore della pompa di circolazione di turno nella centrale nucleare di Černobyl' nella notte del disastro di Černobyl', il 26 aprile 1986.

## Biografia

### Giovinezza e studi
Valerij Chodemčuk nacque il 24 marzo 1951 a Kropyvnja, distretto di Ivankiv, oblast' di Kiev.
La sua carriera inizia nella centrale nucleare di Černobyl' nel settembre 1973. Durante i suoi primi anni, ha ricoperto ruoli di ingegnere di caldaie, ingegnere senior delle caldaie dell'officina di servizi termici e sotterranei, operatore del 6º gruppo e del 7° della pompa di circolazione principale della 4ª unità dell'officina del reattore.

### Giorno del disastro
La notte del 26 aprile 1986, Chodemčuk si trovava in una delle principali sale macchine della pompa di circolazione nell'edificio del reattore 4. Fu mandato in sala macchine per riferire agli operatori i risultati del test di sicurezza. Verso le 1:23 (ora di Mosca), ci furono una serie di potenti esplosioni nel reattore 4. Le esplosioni hanno attraversato il reattore e l'edificio circostante, comprese le principali sale delle pompe di circolazione.

### La morte
Valerij Chodemčuk morì all'età di 35 anni. È stata la prima persona a morire nel disastro di Černobyl' poiché si pensa che sia stato ucciso all'istante quando è esploso il reattore numero 4. Aleksandr Juvčenko, che andò ad aiutare Chodemčuk, ricorda il momento:
(Zero Hour, Disaster at Chernobyl, 2004)
Il suo corpo non è mai stato trovato e si presume che sia stato sepolto tra i detriti del reattore nucleare. Una targa commemorativa fu collocata nell'edificio del reattore 3 dell'unità di potenza